# Jorge Tafur Mallqui
Jorge Tafur Mallqui (Chacas, 1955) es un compositor, músico y constructor de guitarras peruano de música andina, especializado en el huayno ancashino o 'chuscada'.

## Biografía
Nació en el pueblo de Chacas, departamento de Ancash y ha desarrollado una larga carrera dedicada a la composición de huaynos y la construcción de guitarras en Chacas y Lima. Fue reconocido como hijo predilecto de Chacas en el año 2011 y compositor destacado de la región Áncash, reconocimiento otorgado por el Club Áncash con sede en Lima en el año 2017.

## Composición musical

### Sencillos
- Linda mujer (2022)
- Chacas te canto (2021)
- Recuerdos de mi guitarra (2002)
- Serenata chacasina (2002)